# Tetrorea discedens
Tetrorea discedens är en skalbaggsart som beskrevs av Sharp 1880. Tetrorea discedens ingår i släktet Tetrorea och familjen långhorningar. Inga underarter finns listade i Catalogue of Life.